# Boshof
Boshof este un oraș din Africa de Sud.